# Cantharellus wellingtonensis
Cantharellus wellingtonensis é uma espécie de fungo pertencente à família Cantharellaceae.